# Derby d'Italia
Derby d'Italia (hrv. Derbi Italije) je talijanski nogometni derbi između Juventusa i Intera. To je derbi dva najtrofejnija talijanska kluba, dva kluba koja na sveukupnoj tablici talijanske lige imaju uvjerljivo najviše osvojenih bodova, pobjeda te zabijenih pogodaka, a isto tako to je derbi dva kluba koja nikada nisu igrala van Serie A, sve do 2006. godine i izbacivanja Juventusa u drugu ligu. Također, derbi je to dva talijanska kluba koja imaju najviše navijača u Italiji, a od svega navedenog Juventus je u svakoj kategoriji ispred Intera.

## Početci
Kad čujete englesku riječ 'derby' u talijanskom jeziku to znači samo jedno: sudar Juventusa i Intera. Neutralni nogometni fanovi na Apeninima za tu riječ vežu isključivo suparništvo ovih dvaju klubova. Derby d'Italia znači povratak u prošlost i vrlo vjerojatno početak tog derbija, u 1967. godnu kada je prvi put upotrebljava Gianni Brera. Ugledni politolog, sportski novinar i romanopisacte najmlađi glavni urednik najutjecajnijeg talijanskog sportskog dnevnika La Gazetta dello Sport Gianni Brera ravnao se uspješnošću, osvojenim trofejima do tog vremena i antagonizmom tih dvaju klubova.

## Umješanost Milana
U posljednje vrijeme Milan oštro kritizira prefiks "svetalijanske" utakmice. Tijekom godina Rossoneri su po uspješnosti preskočili Inter, ali ni to nije dovoljno da se uguraju između Juventusa i Intera. I bivši predsjednik Juventusa, Giovanni Cobolli Gigli rekao je kako su Bianconeri uvijek imali puno bolji odnos s Milanom: "Suparništvo s Nerazzurrima je dugotrajno i to nadilazi 'Calciopoli'. S Milanom smo također rivali, ali imamo i prijateljske odnose. Inter ostaje Inter."
Povijest ovog klasika su intrige i zakulisane radnje. Oholi protiv uzurpatora, Prevaranti i poštenjaci, Prvaci protiv stvarnih prvaka; samo su neki od naslova medija koji u većinskom dijelu nisu naklonjeni Juventusu, za razliku od većinskog dijela stanovnika Italije.

## Gužva u parlamentu
Zla krva između klubova potekla je još u sezoni 1960./61. Naime, utakmice između prvoplasiranog Juventusa i u tom trenutku drugoga Intera prekinuta je zbog upada na teren Juventusovih navijača pri vodstvu milanske momčadi od 2:0. Talijanski nogometni savez odlučio je ponoviti utakmicu što se nije svidjelo čelnicima Nerazzurra, a novo odigravanje zakazano je nakon završetka regularnog dijela. Iako je Juventus osvojio naslov prvaka, Inter je u znak prosvjeda poslao omladinsku momčad te je potučen rezultatom 9:1. Sa šest pogodaka u toj utakmici, Omar Sivori je postao najboljim strijelcem Serie A te sezone.
Inter je nakon te utakmice ipak profitirao jer je počasni pogodak zabio buduća zvijezda, Sandro Mazzola, čiji je talent tek tada otkriven. U polemiziranju oko utakmica ovih suparnika poletjele su i šake, ali ne samo od strane navijača, nego i u talijanskome parlamentu.

## Ponovni okršaj
Uzrok velike gužve i prekidanja zasjedanja parlamenta 1998., scena koja je obišla svijet, bio je nedosuđeni jedanaesterac Marka Iuliana nad Ronaldom od strane suca Ceccarinija (u protunapadu suđen je jedanaesterac za Juventus kojega je Del Piero promašio) u završnim minutama utakmice na Delle Alpiju, čime je Juventus osvojio naslov prvaka, mišljenja su interovi navijači.

## Calciopoli
Afera 'Calciopoli' iz 2006. posljednji je veliki direktni sukob klubova, nakon čega se Inter naslađivao Juventusovim oduzimanjem naslova i izbacivanjem u Serie B. Prokletstvo bez osvajanja naslova prvaka Italije trajalo je 17 godina, a onda je Inter s krahom Juventusa dobio njihov naslov prvaka iz 2005./06. sezone.
Juventus je tada izbačen u Serie B, oduzete su mu dvije titule iz sezona 2004./05. i 2005./06., a skoro svi igrači iz prvog tima su napustili Juventus. Podsjećanja radi, Juventus je toga ljeta imao osam igrača u finalu Svjetskog prventsva (Buffon, Cannavaro, Zambrotta, Camoranesi, Del Piero, Thuram, Vieira i Trezeguet). Juventus je sve izgubio. Novac, ugled i nabolje igrače, no vratio se nakon samo godinu dana, hrabriji i po nekima jači.
Juventus je od 90-tih godina prošloga stoljeća, na ovamo, bio apsolutno vodeći klub u Italiji. Za to vrijeme Inter i njegov vlasnici i pored ogromnih finansijskih ulaganja, nisu mogli ništa napraviti pored dominantnog Juventusa i Milana.

### Žalbe s Juventusove strane
Postupak suđenja u kojem je Juventus osuđen, trajao je samo tri tjedna, a po svim relevantnim zakonima iz pravosuđa i sličnim primjerima, trebao je trajati minimalno godinu dana. Juventus je imao prilku da se na konačnu presudu žali Civilnom sudu, što je podrazumijevalo da sva natjecanja pod okriljem Talijanskoga nogometnog saveza budu zustavljena dok se slučaj ne riješi i suspenziju od strane UEFA-e i FIFA-e za talijanske klubove i reprezentaciju u međunarodnim natjecanjima. Tadašnja uprava Juventusa, radi većih interesa talijanskoga nogometa, nije se odlučila na taj korak.
Zbog čudne odluke suda, manjka dokaza protiv Juventusa još i dan danas vode se pravne borbe čelnika Juventusa, novog predsjednika Andree Agnellija i dr. kako bi se Juventusu nadoknadila šteta, vratili oduzeti trofeji te na kraju krajeva povratila slava koju je najpopularniji i najtrofejniji talijanski klub izgubio nakon svih događanja.

### Dokazi protiv Intera
Nakon izbacivanja Juventusa, Inter je osvojo 13 trofeja.
U međuvremenu su se pojavili mnogi kompromitirajući dokazi za ostale klubove, među kojima je i Inter, koji je najviše profitirao iz ove situacije dobivši Scudetto iz 2006. i potpuno otvoreno tržište. Falsificiranje putovnica za igrače (Álvaro Recoba i dr.), nezakonito prisluškivanje pojedinih igrača (Christian Vieri) zbog čega nikada nisu bili sankcionirani i slične stvari, a posebno je zanimljvo da su se pojavili transkripti razgovora tadašnjeg predsjednika Intera, Facchetija sa sudcima i sudskom oragnizacijom.
Preko 100.000 transkripta razgovora. Njegovi razgovori su izbačeni iz dokaznog materijala pa tako nitko iz Intera nije bio pod istragom. Ovo se dogodilo dok je Facchetti bio živ. Optužba koja je potkrijepljena dokazima je neobjašnjivo odbačena.
Zbog istih stvari i postupaka Juventus je prebačen u Serie B.
Nedavno je i obnovljen postupak i počelo je ponovno pregledavanje ovoga slučaja, prvenstveno zbog pritiska navijača i Uprave Juventusa, vođenih svim navedenim činjenicama i dokazima. Iz Nogometnog saveza Italije objasnili su da ne postoje značajni dokazi koji bi utjecali na raniju administrativnu odluku da se taj naslov dodijeli ekipi Intera.
Međutim, stvari su otprilike vrlo jasne. Svaka sljedeća odluka i eventualne nove presude, kompromitirale bi prvobitnu sudsku odluku i dovele u pitanje regularnost svih sezona od 2006. pa do danas i time još više poljuljale, ionako uzdrmani, talijanski nogomet. Luciano Moggi, koji je proglašen glavnim krivcem za skandal je rekao: "Ili su svi krivi ili niko" - aludirajući da Juventus nije činio ništa što i drugi nisu, ali da je samo Juventus drastično kažnjen. Jednostavno, Talijanski nogometni savez ne smije sebi dopustiti još jednu aferu, to bi možda i bio potpuni krah nogometa u Italiji.
Mnogi su igrači Intera izjavili kako je Juventus na posve regularan način osvojio te naslove prvaka, a zanimljivo da je čak i Zlatan Ibrahimović u svojoj knjizi 'Ja sam Zlatan' napisao kako je 'Calciopoli' velika imišljotina od strane navijača, iako je on za sve navijače Juventusa najveći izdajica u povijesti kluba zbog prelaska upravo u Inter.

## Zanimljivi susreti
Prije derbija 5. prosinca 2009. u Torinu postojale su bojazni da bi Juventusovi ultrasi mogli napasti talijanskog napadača, Maria Balotellija (koji je ganskog porijekla), zbog povijesti nekih Juventusovih navijačkih skupina koje su prije vrijeđale Balotellija na rasnoj osnovi. To je sve natjeralo tadašnjeg Juventusovog predsjednika Jean-Claude Blanca da pošalje pismo navijačima kako ne bi na rasnoj osnovi vrijeđali bilo koga.
Sama utakmica obilježena je s čak 7 žutih kartona te jednim crvenim kartonom i velikom gužvom od strane igrača na sredini terena, a posebno su se posvađali Juventusov golman, Gigi Buffon i Interov veznjak Thiago Motta. José Mourinho, tadašnji Interov trener isključen je u prvome poluvremenu zbog svađe sa sudcima. Claudio Marchisio je u drugome poluvremenu na lijep način zabio pogodak i pobjedu Juventusa od 2:1. Juve se tom pobjedom ponovno vratio u utrku za naslovom prvaka sa samo 5 bodova manje od Intera. Taj pogodak Marchisia danas je jedan od najpopularnijih među Juventusovim navijačima.

## Utakmice

### Najviše pogodaka na utakmici
* Više od 7 pogodaka na jednoj utakmici
- 10 golova 10. lipnja 1961. Juventus 9:1 Inter
- 9 golova   prosinac 1913. Juventus 7:2 Inter
- 8 golova 17. siječnja 1932. Juventus 6:2 Ambrosiana Inter
- 8 golova 19. lipnja 1975. Inter 2:6 Juventus u talijanskom kupu
- 7 golova 4. siječnja 1913. Inter 6:1 Juventus
- 7 golova, 26. studenoga 1911. Inter 6:1 Juventus

### Interove najveće pobjede
* 4 ili više razlike, ili je Inter zabio pet ili više pogodaka
- Inter 6-1 Juventus, 26. studenoga 1911.
- Inter 6-1 Juventus, 4. siječnja 1913.
- Ambrosiana Inter 4-0 Juventus, 17. studenoga 1935.
- Ambrosiana Inter 5-0 Juventus, 16. listopada 1938.
- Ambrosiana Inter 4-0 Juventus, 17. rujna 1939.
- Inter 6-0 Juventus, 4. travnja 1954.

### Juventusove najveće pobjede
* 4 ili više razlike, ili je Juve zabio pet ili više pogodaka
- Juventus 7-2 Inter, 14. prosinca 1913.
- Juventus 6-2 Ambrosiana Inter, 17. siječnja 1932.
- Juventus 4-0 Ambrosiana Inter, 17. svibnja 1942.
- Juventus 9-1 Inter, 10. lipnja 1961.
- Inter 2–6 Juventus, 19. lipnja 1975., Coppa Italia

## Međusobni omjeri
U: Broj utakmica | P: Pobjede | N: Nerješene utakmice | I: Izguljene | F: Postignuti pogodci | A: Primljeni pogodci | +/-: Gol-razlika
| #                    | Club           | U       | P       | N       | I       | F       | A       | +/-     |
| Serie A              | Serie A        | Serie A | Serie A | Serie A | Serie A | Serie A | Serie A | Serie A |
| -------------------- | -------------- | ------- | ------- | ------- | ------- | ------- | ------- | ------- |
| 1                    | Juventus       | 185     | 83      | 46      | 56      | 260     | 228     | +32     |
| 2                    | Internazionale | 185     | 56      | 46      | 83      | 228     | 260     | -32     |
| Talijanski kup       |                |         |         |         |         |         |         |         |
| 1                    | Juventus       | 29      | 12      | 7       | 10      | 44      | 36      | +8      |
| 2                    | Internazionale | 29      | 10      | 7       | 12      | 36      | 44      | -8      |
| Talijanski superkup  |                |         |         |         |         |         |         |         |
| 1                    | Internazionale | 1       | 1       | 0       | 0       | 1       | 0       | +1      |
| 2                    | Juventus       | 1       | 0       | 0       | 1       | 0       | 1       | -1      |
| Ukupno               |                |         |         |         |         |         |         |         |
| 1                    | Juventus       | 216     | 92      | 53      | 66      | 303     | 265     | +41     |
| 2                    | Internazionale | 216     | 66      | 53      | 92      | 265     | 303     | -41     |
| Campionato di Guerra |                |         |         |         |         |         |         |         |
| 1                    | Juventus       | 2       | 1       | 0       | 1       | 2       | 2       | 0       |
| 1                    | Internazionale | 2       | 1       | 0       | 1       | 2       | 2       | 0       |
| Sveukupno            |                |         |         |         |         |         |         |         |
| 1                    | Juventus       | 218     | 98      | 53      | 67      | 312     | 271     | +37     |
| 2                    | Internazionale | 218     | 67      | 53      | 98      | 271     | 312     | -37     |

## Vanjske poveznice
|  | Zajednički poslužitelj ima još gradiva o temi Derby d'Italia |